# Eric Cecil
Le Capitaine Sir Eric Cecil, né Marchese Enzo Cecil Tanfani, dit encore Bwana Safari, né en 1919 et décédé en 2010 (alors élevé au grade de Commandant), est un ancien pilote de rallyes britannique, de nationalité kenyane.

## Biographie
Membre de l'armée britannique stationnée au Kenya après-guerre, il fut l'instigateur, à la suite d'une conversation avec son cousin Neil Vincent et après une mise en forme avec deux autres militaires, L.F. Menton et Ian Craigie, de la création du 1er Safari Rally en 1953, alors appelé The Coronation Safari Rally, en l'honneur du couronnement de la reine Élisabeth II du Royaume-Uni.
Ces trois officiers de sa Gracieuse Majesté étaient alors également membres du Royal East African Automobile club, qui comptait à l'époque 1.000 adhérents.

## Palmarès
- 4e Coronation Safari Rally du Kenya: 1956 (24 - 27 mai), sur DKW (copilote A.R. "Tony" Vickers);
- Vainqueur  de la Classe B du Safari Rally 1956 (moins de 736 cm3), devançant donc au général des véhicules des groupes C et D, plus puissants, de type Vauxhall Velox, Standard Vanguard III, Fords Zodiac ou V8, ou bien encore Mercedes 220A par exemple;
- Vainqueur de la Coupe du Challenge des véhicules à bougies du Safari Rally, organisée uniquement en 1956.

(remarque: cette année-là, la marque française Simca reçu le Prix des équipes du rallye)

## Biographie
- Bwana Safari, écrit par Michael Crouch (en) (1933- ) en 2003 (photographies de Reinhard Klein); Perth (Australie), W.A.: Rawlhouse Publishing Pty Ltd. (306 p., dont 36p. sur l'édition 2003 du cinquantenaire du rallye).